# Máni

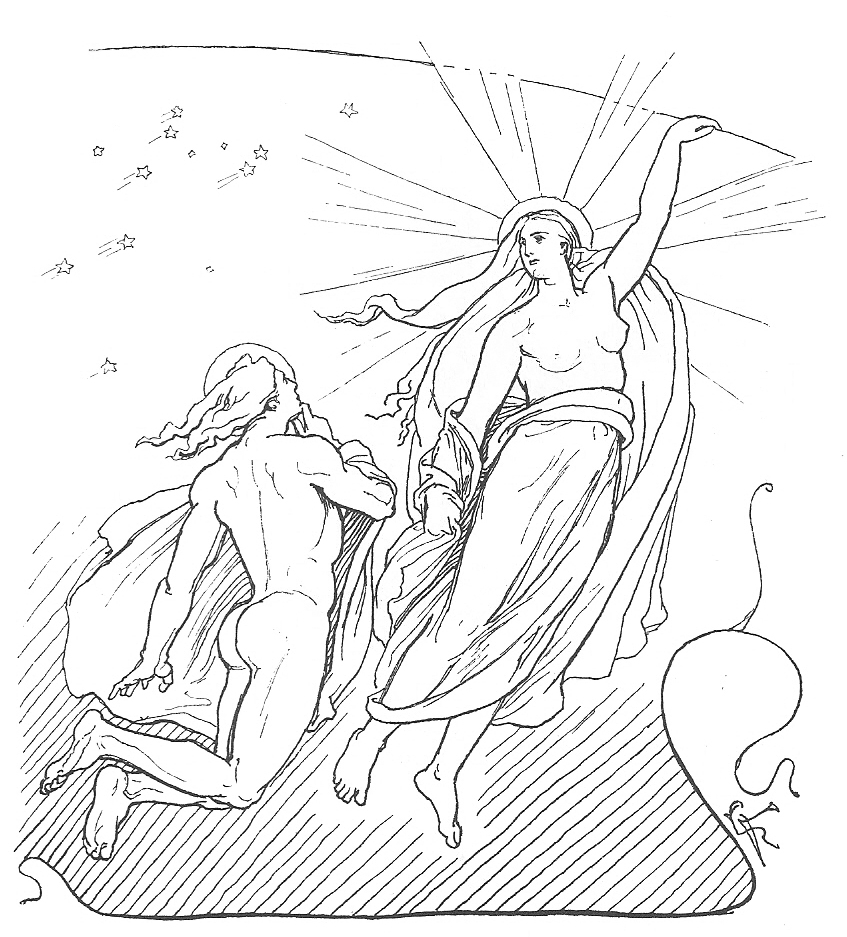
Ilustración de Máni y Sól (1895) por Lorenz Frølich.

En la mitología nórdica Máni ("Luna" en nórdico antiguo) era la personificación de la Luna. Esto es mencionado en la Edda poética y en la Edda prosaica, compilaciones escritas en el siglo XII por Snorri Sturluson a partir de tradiciones orales más antiguas. Ambas fuentes mencionan que es hermano de la personificación del Sol, la diosa Sól e hijo de Mundilfari y Glaur. Máni es perseguido a través del cielo, por el lobo Hati.

## Edda poética
En la estrofa 23 del poema Vafþrúðnismál, el dios Odín (bajo la forma de Gagnráðr) desafía al jotun Vafþrúðnir con una pregunta sobre los orígenes del Sol y la Luna, a los que describe viajando sobre los hombres. Vafþrúðnir responde que Mundilfari es el padre de Sól y Máni, y que deben recorrer los cielos todos los días para que los hombres puedan contar los años:
Mundilfæri es llamado, aquel que es padre de la Luna,
y del eterno Sol; por el cielo cada día viajan,
para contar los años para los hombres.

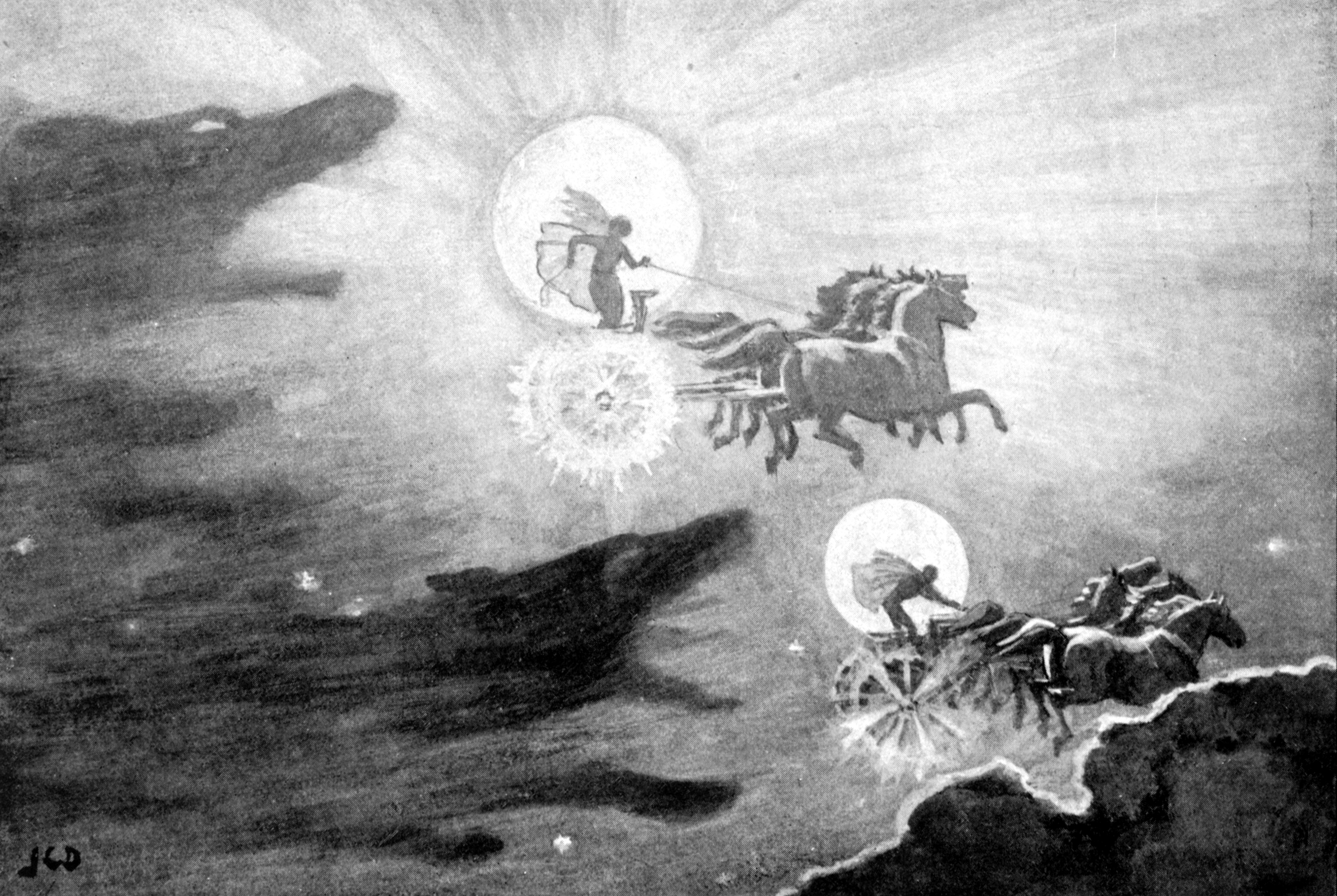
"Los lobos persiguiendo a Sól y Máni" (1909) por J. C. Dollman.

En la estrofa 39 del poema Grímnismál, Odín (bajo la forma de Grimnir) relata que tanto el Sol como la Luna son perseguidos a través del cielo por lobos; Sol, llamada como el "dios brillante" es perseguida por Sköll hasta los "bosques protectores", mientras que Luna es perseguido por Hati Hróðvitnisson. En la estrofa 13 del poema Alvíssmál, el dios Thor interroga al enano Alvíss sobre la Luna, preguntándole como es llamada en cada uno de los mundos. Alvíss responde que es llamada "luna" por los hombres, "llama" por los dioses, "la rueda" en Hel, "el apresurado" por los jotun, "el brillante" por los enanos y "el contador de años" por los elfos.

## Edda prosaica
En Gylfaginning, Edda prosaica, Máni es mencionado en tres capítulos. En el capítulo 8, se cita la quinta estrofa de Völuspá, en donde se mencionan el Sol y la Luna durante la creación del mundo. En el capítulo 11 se menciona que Máni y su hermana son los hijos de un hombre llamado Mundilfari. Los niños eran tan bellos que Mundilfari los llamó "Luna" y "Sol", lo que fue visto por los dioses como un acto de arrogancia que molestó tanto a los dioses que los colocaron en los cielos. Allí Máni "guía el camino de la luna y controla su crecimiento y mengua."
Además se menciona que Máni es seguido a través de los cielos por los hermanos, Hjúki y Bil "tal como puede verse desde la Tierra", a quienes tomó de la tierra mientras se encontraban recogiendo agua en un pozo. En el capítulo 51, se relatan los eventos del Ragnarök, incluyendo que Máni y su hermana serán devorado por los lobos que les persiguen.
En Skáldskaparmál, Edda prosaica, Sól es mencionada en el capítulo 26 como "hermana de Máni", y en el capítulo 56 se le dan nombres a la Luna: "lúnula", "creciente", "menguante", "contadora de años", "clipped", "brillante", "crepúsculo", "apresurado", "squinter" y "reluciente".